# GT World Challenge Europe 2024
Navigation
Édition précédente Édition suivante
La saison 2024 du GT World Challenge Europe est la onzième saison de ce championnat et se déroule du 7 avril 2024 au 30 novembre 2024 sur un total de dix manches.

## Calendrier de la saison 2023
| Manche | Circuit                                                         | Date              | Championnat |
| ------ | --------------------------------------------------------------- | ----------------- | ----------- |
| 1      | Circuit Paul Ricard, Le Castellet, France                       | 5-7 Avril juin    | Endurance   |
| 2      | Circuit de Brands Hatch, Longfield, Grande-Bretagne             | 4-5 Mai           | Sprint      |
| 3      | Misano World Circuit Marco Simoncelli, Misano Adriatico, Italie | 17 - 19 Mai       | Sprint      |
| 4      | Circuit de Spa-Francorchamps, Francorchamps, Belgique           | 26 - 30 Juin      | Endurance   |
| 5      | Hockenheimring, Hockenheim, Allemagne                           | 19 - 21 Juillet   | Sprint      |
| 6      | Nürburgring, Nürburg, Allemagne                                 | 26 - 28 Juillet   | Endurance   |
| 7      | Circuit de Nevers Magny-Cours, Magny-Cours, France              | 23 - 25 août      | Sprint      |
| 8      | Autodromo nazionale di Monza, Monza, Italie                     | 20 - 22 septembre | Endurance   |
| 9      | Circuit de Barcelona-Catalunya, Montmeló, Espagne               | 11 - 13 octobre   | Sprint      |
| 10     | Circuit de la corniche de Djeddah, Djeddah, Arabie saoudite     | 28 - 30 Novembre  | Endurance   |